# Heteropoda atollicola
Heteropoda atollicola là một loài nhện trong họ Sparassidae.
Loài này thuộc chi Heteropoda. Heteropoda atollicola được Mary Agard Pocock miêu tả năm 1904.